# Kulturno-povijesna cjelina grada Krapine
Kulturno-povijesna cjelina grada Krapine, kompleks zgrada u općini Krapina, zaštićeno kulturno dobro.

## Opis dobra
Krapina se smjestila u uskoj kotlini uz potok Krapinčicu, na prostoru nastanjivanom već od paleolitika (Hušnjakovo). Prvo stalno naselje formiralo se u brončano doba na lokalitetu krapinskog starog grada. Vlastelinska tvrđava podno koje će kasnije razviti naselje, prvi put se spominje u 12. st. U urbanističkoj cjelini Krapine, uz posebno naglašene objekte na istaknutim položajima (stari grad, župna i franjevačka crkva), vrijednost ima i longitudinalna organizacija naselja u uskoj dolini (s Magistratskom i Ulicom Ljudevita Gaja, spojenima u Gajevom trgu, te sa Starogradskom i Uskom ulicom na obronku strma brijega) kojom je zadržana srednjovjekovna prostorna koncepcija i urbana matrica naselja.

## Zaštita
Pod oznakom Z-4182 zavedena je kao nepokretno kulturno dobro - pojedinačno, pravnog statusa zaštićena kulturnog dobra, klasificirano kao "kulturno-povijesna cjelina".